# Diagnostics rétrospectifs de l'autisme

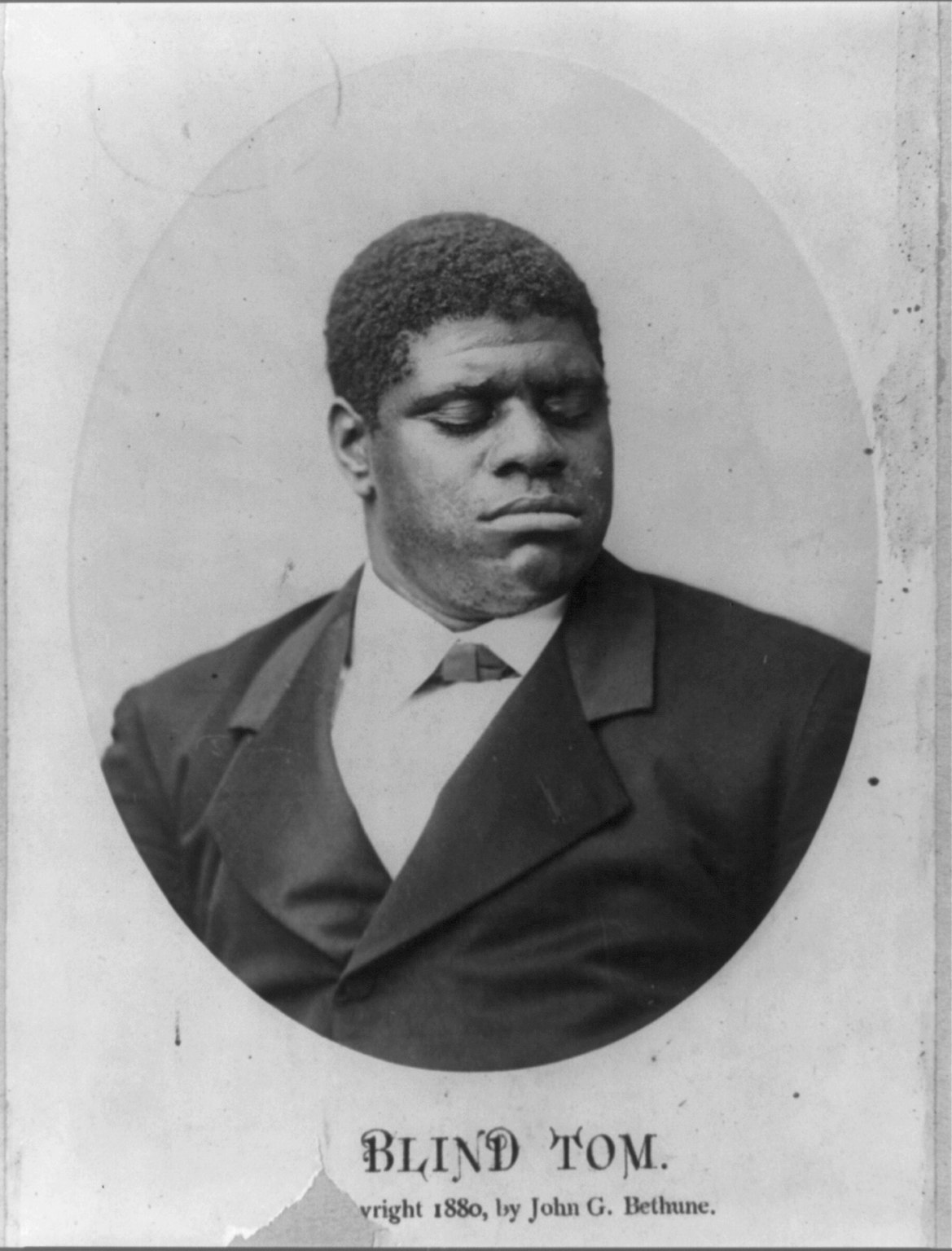
Le musicien aveugle Tom Wiggins est mort des décennies avant que l'autisme ne soit identifié. Ses symptômes pourraient répondre aux critères d'un trouble du spectre de l'autisme.

Un diagnostic rétrospectif de l'autisme est l'identification de l'autisme d'une personne ou d'une population du passé, en s'appuyant sur des connaissances, méthodes et classifications médicales actuelles.
Durant les années 2000 et 2010, la popularisation du syndrome d'Asperger a poussé des journalistes, universitaires, et professionnels de l'autisme, à émettre l'hypothèse que certaines personnalités connues avaient des troubles du spectre de l'autisme. Ces diagnostics rétrospectifs sont souvent contestés, car les informations biographiques sont limitées.
Selon le docteur en psychopathologie Benoît Virole, « ce genre de liste est critiquable. Les originalités comportementales et émotionnelles de ces personnalités sont intégrées sans discernement dans le spectre autistique. Les reconstitutions a posteriori sur des bases de témoignages et de souvenirs de proches ne sont pas d'une fiabilité à toute épreuve. La conjonction d'un retard à l'acquisition de la parole, d'une propension à l'isolement, d'une difficulté à exprimer ses émotions et d'excentricités ne suffisent pas à caractériser l'autisme ».

## Descriptifs
En parallèle de la popularisation du syndrome d'Asperger à travers ses exemples médiatiques, les diagnostics rétrospectifs d'autisme sont devenus nombreux (certains diagnostics, ou leurs infirmation, s'appuient cependant sur des classifications anciennes). Glenn Gould et Albert Einstein sont les plus fréquemment cités.
Une spéculation de type diagnostic rétrospectif est, par nécessité, basée sur des informations biographiques datées à propos de particularités de comportements, et sur des preuves anecdotiques, plutôt que sur une observation clinique d'un individu. D'après le psychologue et auteur Oliver Sacks, bon nombre de ces revendications reposent sur de très faibles indices. Fred R. Volkmar, du Yale Child Study Center, a fait remarquer (en 2007) l'existence d'une mode pour trouver le syndrome d'Asperger chez un grand nombre de personnes considérées comme excentriques. Bien qu'il soit impossible de diagnostiquer l'autisme chez des individus qui ne sont plus en vie, Simon Baron-Cohen estime que l'étude de figures historiques avec des traits d'autisme permettra de révéler les raisons pour lesquelles certaines personnes autistes excellent dans un domaine, tandis que d'autres rencontrent de sévères difficultés.
Michael Fitzgerald, du Département de Psychiatrie de l'Enfant au Trinity College, à Dublin, a écrit de nombreux livres et articles sur le sujet. Il a identifié rétrospectivement plus de 30 personnes comme étant autistes, notamment Andy Warhol, Charles Darwin, Hans Christian Andersen, Lewis Carroll, Éamon de Valera, Keith Joseph, George Orwell, Enoch Powell, et William Butler Yeats,,,. Il a été fortement critiqué, et décrit comme un pseudoscientifique dont les théories sont franchement absurdes.
Le mathématicien britannique Ioan James publie en 2006 Asperger's Syndrome And High Achievement: Some Very Remarkable People. Il identifie un certain nombre de figures historiques comme autistes, dont le mathématicien Srinivasa Ramanujan, l'écrivain Jonathan Swift, le compositeur Erik Satie, le physicien et mathématicien Paul Dirac, et le compositeur Béla Bartók. Isaac Newton (1643-1727), Nikola Tesla (1856-1943) et Albert Einstein (1879-1955) sont morts avant l'identification du syndrome d'Asperger, mais Ioan James, et Simon Baron-Cohen estiment que leurs personnalités sont compatibles avec celles des personnes ayant le syndrome d'Asperger. Tony Attwood a également cité Einstein comme cas probable d'autisme. Les cas d'Alan Turing et de Marie Curie, sont également discutés.
Ces analyses ne sont pas partagées par tous. Selon Oliver Sacks, les preuves que chacune de ces personnes était autiste semblent très minces, au mieux. Glen Elliott, psychiatre à l'Université de Californie à San Francisco, n'est pas convaincu que Newton ou Einstein avaient le syndrome d'Asperger, notamment en raison du manque de fiabilité des diagnostics basés sur des informations biographiques, et déclare qu'une grande variété de causes peuvent expliquer les comportements en question.

## Cas individuels
| Nom                                           | Description | Théoriciens                                                                            |
| --------------------------------------------- | --- | -------------------------------------------------------------------------------------- |
| Hugh Blair de Borgue                          | Propriétaire terrien écossais du XVIIIe siècle décrit comme mentalement déficient dans le cadre d'un procès en 1747, souvent étudié comme cas d'autisme ou de syndrome d'Asperger. | Rab Houston et Uta Frith. Sula Wolff pense que les preuves sont convaincantes.         |
| John Howard                                   | Réformateur carcéral et philanthrope britannique (1726-1790). Décrit comme très routinier, méthodique et ponctuel, ayant des difficultés d'élocution. Présumé syndrome d'Asperger. | Philip Lucas et Ioan James.                                                            |
| Victor de l'Aveyron                           | Prétendu enfant sauvage, non verbal et avec balancement postural, décrit par le Dr Jean Itard en 1798. | Jacques Hochmann et Pierre Ferrari.                                                    |
| John du Royaume-Uni                           | Prince britannique (1905-1919) connu pour sa tendance à s'isoler et son épilepsie, cause de son décès à l'âge de 13 ans. Présentant des comportements parfois violents, il a été décrit comme autiste ou déficient mental. | K. D. Reynolds et Paul Tizley.                                                         |
| Stanley Kubrick                               | Réalisateur. Traits obsessionnels et difficultés avec ses collaborateurs. | Michael Fitzgerald et Viktoria Lyons.                                                  |
| Henry Cavendish                               | Scientifique britannique du XIXe siècle et du XXe siècle. XVIIIe siècle. Inhabituellement reclus, pensée littéraire, trouble de la relation aux autres, difficulté à s'adapter aux gens, etc.. | Oliver Sacks, et Ioan James, ; Fred R. Volkmar est sceptique.                          |
| Ferdinand Cheval                              | Simple facteur et artiste français. Monomaniaque poursuivant durant 33 ans la construction d'un palais merveilleux, projet qui ira jusqu'à son terme. | Olivier Dulac, hôpital Necker.                                                         |
| Charles XII de Suède                          | Existence stéréotypée, manque de compassion. Syndrome d'Asperger. | Christopher Gillberg et Lagerkvist.                                                    |
| Jeffrey Dahmer                                | Tueur en série. | Silva, et al.                                                                          |
| Anne Claudine d'Arpajon, comtesse de Noailles | Première dame d'honneur de la reine de France Marie Leszczynska et de Marie-Antoinette d’Autriche, dauphine du royaume de France. | Society for French Historical Studies, New York Times.                                 |
| Emily Dickinson                               | Poète. | Vernon Smith.                                                                          |
| Paul Dirac                                    | Physicien. | Graham Farmelo, son biographe.                                                         |
| Glenn Gould                                   | Pianiste canadien et interprète de Bach. Il aimait les routines au point d'utiliser le même siège jusqu'au moment où il était si usé qu'il passait au travers. Il détestait les contacts sociaux au point qu'à la fin de sa vie, il communiquait presque uniquement par téléphone et par courrier. Détestait être touché, avait une perception atypique du chaud et du froid, et se balançait d'avant en arrière quand il jouait de la musique. Présumé syndrome d'Asperger. | Michael Fitzgerald, Ioan James, Tony Attwood et Peter Ostwald.                         |
| Adolf Hitler                                  | Né autrichien, dirigeant nazi de l'Allemagne. | Fitzgerald et Andreas Fries. D'autres estiment que les indices sont insuffisants.      |
| Thomas Jefferson                              | Président des États-Unis et auteur de la Déclaration d'indépendance. | Norm Ledgin, Tony Attwood, et Ioan James.                                              |
| Bohuslav Martinů                              | Compositeur américain d'origine tchèque (1890-1959). | F. James Rybka.                                                                        |
| William McGonagall                            | Poète. | Norman Watson.                                                                         |
| Michelangelo                                  | Artiste de la renaissance italienne. | Arshad et Fitzgerald, ; Ioan James a aussi évoqué les traits autistes de Michelangelo. |
| Charles Richter                               | Sismologue, créateur de l'échelle de magnitude homonyme. | Susan Hough, dans sa biographie de Richter.                                            |
| Alan Turing                                   | Pionnier de l'informatique. Il était un génie des mathématiques reconnu. Son style de vie a de nombreux points communs avec celui des gens autistes. | Tony Attwood et Ioan James.                                                            |
| Michael Ventris                               | Architecte anglais qui a déchiffré le Linéaire B. | Simon Baron-Cohen.                                                                     |
| Tom Wiggins                                   | Savant et musicien aveugle. | Oliver Sacks.                                                                          |
| Ludwig Wittgenstein                           | Philosophe autrichien. | Michael Fitzgerald, Tony Attwood et Ioan James. Oliver Sacks est en désaccord.         |

### Wolfgang Amadeus Mozart
Tony Attwood et Michael Fitzgerald estiment que Wolfgang Amadeus Mozart était autiste ou neurodivergent. Michele Raja note que plusieurs éléments biographiques à propos de Mozart sont compatibles avec les critères diagnostiques du syndrome d'Asperger, en particulier les stéréotypies, et une déficience dans les interactions sociales. Des témoignages font état de la difficulté qu'avait Mozart à comprendre l'état émotionnel des autres personnes et à communiquer le sien. D'autres avis vont dans le sens contraire, mais des chercheurs (également de façon controversée) estiment qu'il pourrait plutôt avoir eu le syndrome de Gilles de la Tourette. 

### Isaac Newton
Isaac Newton parlait à peine et avait peu d'amis. Souvent, il était tellement absorbé par son travail qu'il en oubliait de manger, démontrant un trouble obsessionnel simple qui est communément associé au syndrome d'Asperger. Si personne n'assistait à ses cours, il donnait des conférences devant une salle vide. À 50 ans, il souffrait de dépression et de paranoïa. En revanche, les arguments contre un syndrome d'Asperger sont sa variété de centres d'intérêt, et sa haute dextérité manuelle.

### Nikola Tesla

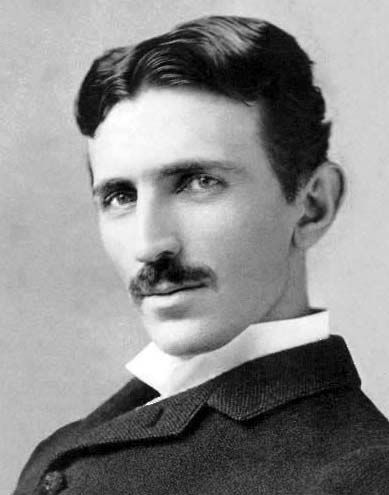
Nikola Tesla.

Dans son autobiographie, Nikola Tesla dit avoir la capacité de « visualiser avec la plus grande facilité », lui permettant de concevoir et de tester ses inventions dans son esprit.
Harvey Blume a noté qu'Oliver Sacks et d'autres ont suggéré que Tesla pourrait avoir été autiste. L'article fait également référence à sa perception extrêmement aiguë/hypersensible des stimuli visuels et auditifs. Fitzgerald et O'Brien notent le côté solitaire, les routines et le besoin de contrôle, la grande naïveté de Tesla, son manque d'empathie et son absence de sens de l'humour comme indicateurs de traits d'autisme. Deux critères diagnostiques, les difficultés d'utilisation du langage et de motricité fine, semblent absents.

### Albert Einstein
Albert Einstein est parfois cité comme ayant eu un syndrome d'Asperger, ce que ne rendent pas du tout impossibles ses étroites relations avec un certain nombre de personnes, ses deux mariages ou ses prises de positions sur des problèmes politiques et sociaux. Selon Baron-Cohen, « la passion, l'amour et le sens de la justice sont tout à fait compatibles avec le syndrome d'Asperger », et il note d'autre part que le retard de développement du langage d'Einstein et sa lenteur dans l'éducation pourraient être révélateurs de l'autisme à haut niveau de fonctionnement. Ioan James note qu'Einstein était très solitaire. Fitzgerald décrit l'intérêt d'Einstein pour la physique comme étant une « addiction », et précise qu'il était important pour lui de contrôler sa vie. Il a aussi remarqué son manque de tact, d'empathie sociale, et sa naïveté, comme des traits évidents qu'il a en commun avec les personnes TSA. Ioan James ajoute qu'Einstein était beaucoup plus doué pour le traitement de l'information visuelle que verbale. Einstein dit lui-même : « j'ai rarement pensé en mots ».
En 1995, dans son livre In a World of His Own: A Storybook About Albert Einstein, l'auteur Illana Katz note qu'Einstein était « un solitaire, a souffert de grandes crises de colère, n'avait pas d'amis et n'aimait pas être parmi les foules ». Elle en conclut qu'il pourrait avoir eu une forme d'autisme.
En revanche, pour l'économiste Thomas Sowell, Einstein avait une condition spécifique qu'il a nommée Einstein syndrome, et n'était pas autiste. Sowell décrit ce syndrome comme comprenant un retard de développement de la parole, la douance intellectuelle, et des déficiences sélectives dans le fonctionnement mental pendant l'âge adulte. Pour le Dr Stephen Camarata, professeur à l'École de Médecine de Vanderbilt, si Einstein a été diagnostiqué comme autiste, il l'est par erreur, en dépit de son acquisition tardive de la parole. En outre, Walter Isaacson, dans un livre à propos d'Einstein, a mis en doute la validité d'un diagnostic d'autisme, écrivant qu'Einstein « s'est fait des amis proches, avait des relations passionnées, appréciait des discussions collégiales, communiquait bien verbalement, et pouvait sympathiser avec des amis et l'humanité en général ». Glen Elliot souligne qu'Einstein est connu pour avoir eu un bon sens de l'humour, un trait de caractère qui, selon lui, est « pratiquement inconnu chez les personnes sévèrement atteintes du syndrome d'Asperger ». Ces deux dernières remarques sont discutables.